# 福島県道289号下松本鏡石停車場線
福島県道289号下松本鏡石停車場線（ふくしまけんどう289ごう しもまつもとかがみいしていしゃじょうせん）は、福島県岩瀬郡天栄村から鏡石町に至る一般県道である。

## 路線概要
- 起点：岩瀬郡天栄村大字下松本字要谷
- 終点：岩瀬郡鏡石町本町（JR東北本線 鏡石駅前）
- 総延長：11.595km[1]
  - 実延長：11.479km
- 路線認定年月日：1959年8月31日[2]

### 道路施設
布川橋
- 全長：80.3m
- 幅員：10.0m
- 竣工：1981年[3]

須賀川市保土原字天神、字段ノ下から岩渕字影井、字春日前に至り、一級水系阿武隈川水系江花川を渡る。
槻ノ木橋
- 全長：97.7m
  - 主径間：31.3m
- 幅員：6.0(10.0)m
- 形式：3径間PC連結ポステンT桁橋
- 竣工：2001年度

須賀川市岩渕字宮の前にて一級水系阿武隈川水系釈迦堂川を渡る。橋上は上下対向2車線で供用され、下り線側に幅員2.5mの歩道が設置されている。1961年に建設された先代の橋梁の老朽化、幅員狭小の解消のため、釈迦堂川の河川改修工事と合わせ架け替えられた。総工費は4億2千万円。
岡ノ内橋
- 全長：41.8m
- 幅員：8.0m
- 竣工：1972年[5]

鏡石町岡ノ内から仁井田に跨り、東北自動車道本線を渡る跨道橋である。橋上は上下対向2車線で供用され、歩道は設置されておらず、下り線側の車道外側線にラバーポールが設置され歩車分離がなされている。

## 通過する自治体
- 岩瀬郡天栄村 - 須賀川市 - 岩瀬郡鏡石町

## 接続・交差する道路
- 天栄村内
  - 国道294号（下松本字要谷 起点）
  - 福島県道55号郡山矢吹線（高林字お花畑・須賀川市保土原字作田） - 交差点中央が須賀川市との市村境である
- 須賀川市内
  - 福島県道291号木ノ崎岩淵線（岩渕字明神前）
- 鏡石町内
  - 東北自動車道下り線（仁井田 鏡石スマートIC）
  - 国道4号（不時沼 不時沼交差点）

## 沿線
- 天栄村役場
- 天栄村立広戸小学校
- 豊香島神社
- 広戸郵便局
- 松山稲荷神社
- JR鏡石駅